# Superisolamento
Il superisolamento è un fenomeno fisico tale per cui un materiale esibisce una improvvisa mutazione delle sue condizioni di conduttività elettrica, passando dalla normale conduttività a valori elevatissimi di resistenza al realizzarsi di precise condizioni fisiche.
Il fenomeno è concettualmente opposto al fenomeno della superconduzione, pur avvenendo in condizioni fisiche analoghe. Mediante un raffreddamento a valori paragonabili a quelli del passaggio alla superconduzione, il materiale, normalmente conduttore, muta in modo improvviso la sua condizione a quella di un estremo isolante.
La condizione di superisolamento, come avviene per la superconduzione, viene meno, in modo egualmente repentino, al superamento in risalita del valore di soglia per la temperatura, o alla somministrazione di elevati flussi di corrente elettrica o di un campo magnetico di elevata intensità. Con la cessazione della condizione di superisolamento il materiale ritorna ad essere un normale conduttore. Come per la superconduzione, ad oggi il superisolamento si è manifestato a temperature molto basse.
La conoscenza dei materiali e della tecnologia dei superisolanti è (2017) molto modesta.
Il nitruro di titanio in strati sottili è stato il primo superisolante scoperto, mostrando una transizione ad una resistenza 100'000 volte superiore, in condizione di superisolamento.

## Ipotesi sul fenomeno
La superconduzione è ritenuta essere dovuta all'appaiamento degli elettroni di conduzione in coppie dette coppie di Cooper che in tale condizione si muovono senza resistenza. Il superisolamento si ipotizza per contro come dovuto a qualche agente che renda gli elettroni in condizione assolutamente opposta, completamente sconnessi ed indipendenti, o comunque pressoché totalmente indisponibili per la conduzione. I diagrammi di fase dei due fenomeni sono simili .

## Applicazioni future
Superconduttori e superisolatori si possono immaginare combinati nell'uso in linee di trasmissione di energia elettrica senza resistenza e senza dispersione di energia. Un'altra possibilità è nell'uso in batterie di alte prestazioni.